# سورث كوي سنجق
سورث كوي سنجق هي لهجة آرامية حديثة تنتشر في منطقة كوي سنجق بكردستان العراق. يقدر عدد المتحدثين بها ب800 شخص (1995) ، وينتشرون في كوي سنجق وعنكاوا وأرموطا. وهي مقاربة للهجة سينايا.

## مقالات ذات صلة
- لهجة آرامية آشورية حديثة